# Ionel Nicolae Romanescu
Ionel Nicolae Romanescu (n. 14 aprilie 1895, Liège, Valonia, Belgia – d. 1 noiembrie 1918, Sissonne, Aisne, Franța) a fost un aviator și pionier al aviației române. În 1910 a construit și a zburat pentru prima datǎ în România cu un planor. Era văr primar cu generalul de escadră Mihail Romanescu.

## Biografie
Tatăl său este Nicolae P. Romanescu. Face studiile elementare și medii în particular; student la matematici (1908). Zboară cu un planor în 1908, pe hipodromul din Craiova. Aparatul era construit sub supravegherea profesorului de mecanică Henri Auguste.  Acest zbor este primul zbor planat din România cu un om la bord într-un aparat mai greu decât aerul și fără motor. Primește titlul de cel mai tânăr zburător din lume din partea Federației aeronautice din Paris.
Realizează în 1911 un planor demontabil cu care face mai multe încercări de zbor în stațiunea Eforie Sud. Înființează la Iași, în 1912, alături de câțiva colaboratori, prima școală particulară de planoriști amatori.
Se înrolează voluntar ca pilot în primul război mondial. În 1917-1918 se refugiază la Odesa unde a continuat cursurile de zbor.
În 1918 se duce în Franța unde învață la câteva școli de pilotaj de război.
La 1 noiembrie 1918 moare eroic în regiunea Sissonne-Rethel din nordul Franței în timpul unei lupte aeriene.
A primit post-mortem medalia Ordinul Virtutea Militară și Crucea de Război.